# 赵颜
赵颜（?—?），宋朝第五代皇帝宋英宗赵曙的第三子，母亲宣仁皇后。
赵颜在宋英宗即位前夭折，宋英宗还没来得及给他起名。宋徽宗元符三年（1100年）三月，改追宗室，追封润王，名赵颜。